# Paradijsvis
De paradijsvis (Macropodus opercularis) wordt in aquaria gehouden en komt oorspronkelijk uit Oost-India, Maleisië en Java.

## Kenmerken
De paradijsvis wordt ongeveer 10 cm groot. De kleur van de paradijsvis hangt af van de waterkwaliteit. De kleuren van deze vis zijn meestal lichtgroen met daarop bruine strepen, en aan de rand van de vinnen een zeer lichtblauwe tint. Men kan de mannetjes onderscheiden van de vrouwtjes doordat ze veel feller gekleurd zijn, langer zijn en vinpunten hebben.

## Aquarium
De paradijsvis is populair in de aquariumwereld. Het was een van de eerste ingevoerde aquariumvissen (rond 1869). Men houdt de vis het best in paartjes, in een middelgrooot, goed beplant aquarium. Het is aan te raden om de vrouwtjes een week voor de mannetjes in het aquarium te zetten. Hierdoor wordt een te dominant gedrag, wat tot vinnenbijten kan leiden, vermeden. De houder moet ervoor zorgen dat op het aquarium een goede dekruit ligt zodat tocht boven de bak vermeden wordt. Indien dit niet het geval is, kunnen de vissen sterven. Deze vis kan ook erg agressief zijn tegenover andere kleine vissen, het is dus af te raden de paradijsvis bij kleine vissen zoals Zuid-Amerikaanse tetrasoorten, of vissen met sluiervinnen/staarten zoals guppy of de Siamese Kempvis te zetten.
De vis heeft water nodig met een PH-waarde tussen de 6 en 7 en een waterhardheid tussen de 6-14 dGH; de temperatuur van het water is ideaal tussen minimum 23 °C en maximum 26 °C. Men moet ongeveer 15% van het water in de bak maandelijks vervangen, maar tijdens de broedtijd mag men het water niet vervangen. De beplanting van de bak is belangrijk, enerzijds moeten er veel planten zijn voor de vis zodat hij kan schuilen, anderzijds zijn er voor de kweek drijvende planten nodig. De verlichting moet vrij sterk zijn omdat de planten moeten groeien, de drijvende planten vangen veel licht op.
Wat het voedsel betreft, kan men de paradijsvis het best levend voer geven, maar vlokvoer en diepvriesvoer accepteert hij ook.

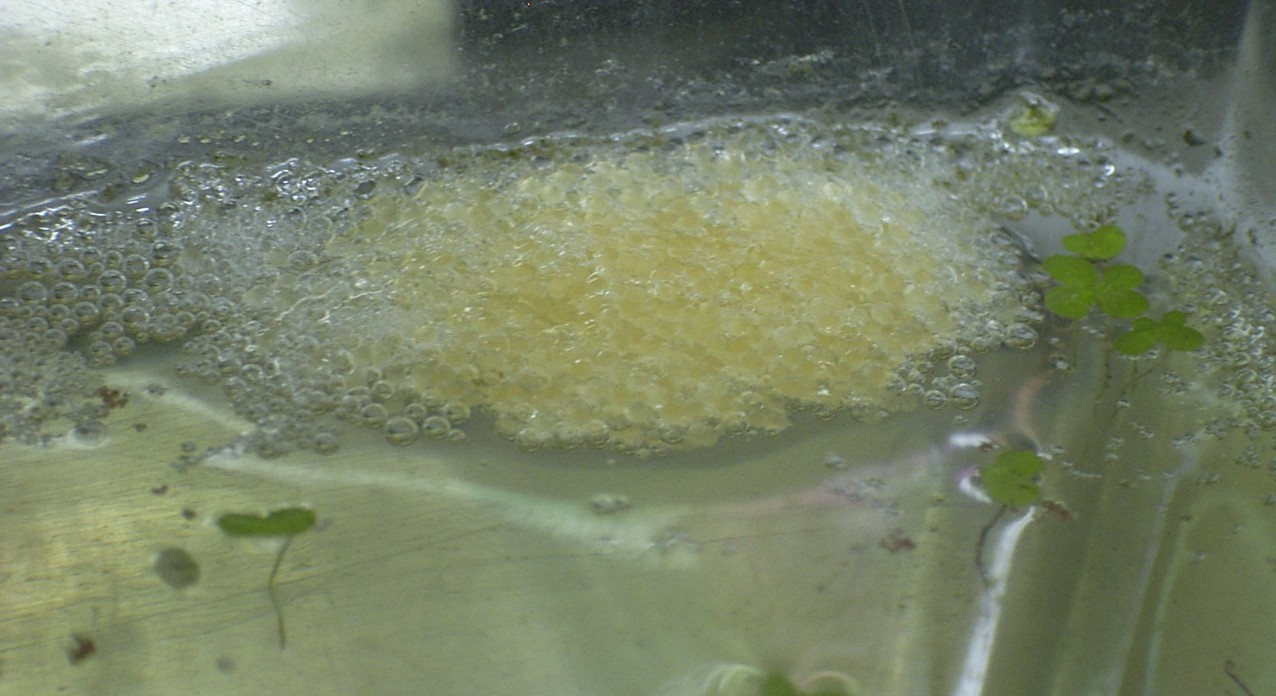
Schuimnest

De kweek van deze dieren gaat vrij gemakkelijk. Als de waterkwaliteit en de omgeving voldoen aan de eisen dan gaat het vanzelf. Het mannetje bouwt een nest uit planten en schuim. Het vrouwtje legt er dan de eieren in, daarna bevrucht het mannetje de eitjes. Het mannetje zal dan alle vissen die in de buurt komen verjagen, meestal ook het vrouwtje, dus het is best dat men de vis en het nest in een aparte kweekbak met hetzelfde water uit het oorspronkelijke aquarium zet. In deze kweekbak mag het water zeker niet ververst worden, de kleine visjes kunnen de verandering van waterkwaliteit niet aan en zullen sterven.